# Amt Meßkirch

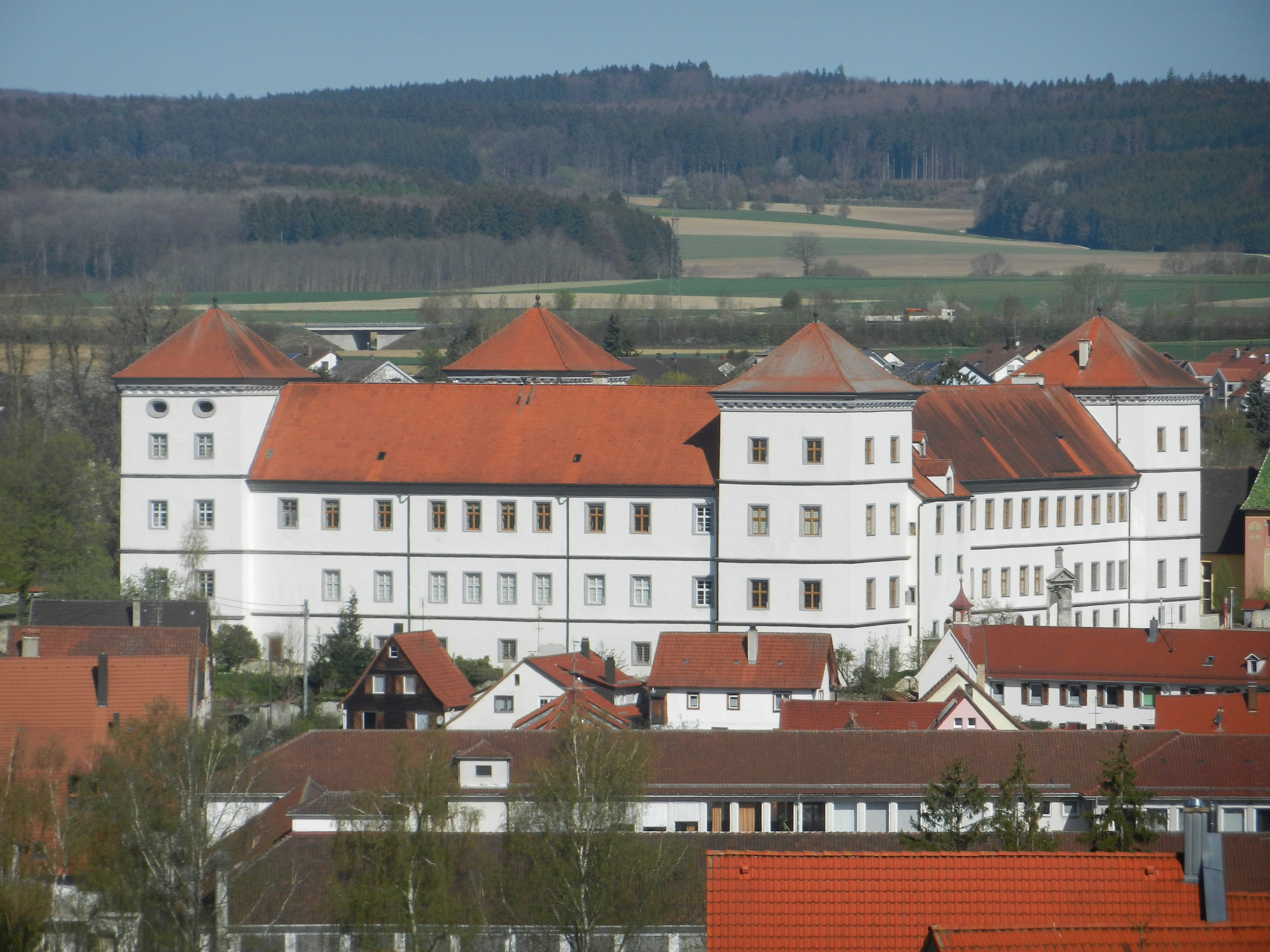
Schloss Meßkirch, Sitz des Amtes

Das Amt Meßkirch war in napoleonischer Zeit eine Verwaltungseinheit im Südosten des Großherzogtums Baden. Es bestand von 1807 bis 1813.

## Geschichte

### Historischer Hintergrund

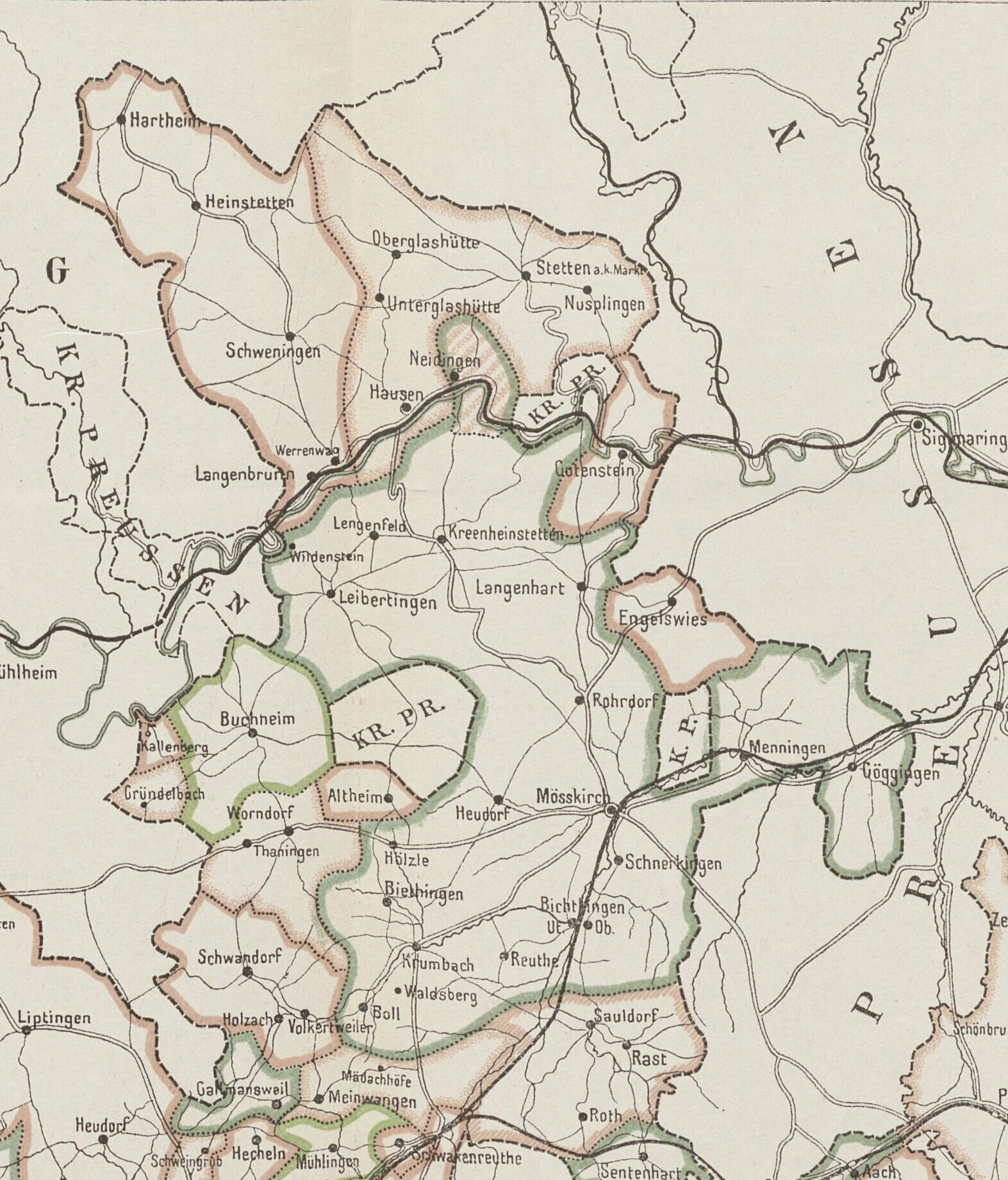
Orte des Amtes Meßkirch

Die im Bereich der Schwäbischen Alb am Ufer der Donau gelegene Stadt Meßkirch wurde im hohen Mittelalter Zentrum einer kleinen Herrschaft. Nach dem Aussterben der Herren von Zimmern kam sie 1627 auf dem Erbwege zum Haus Fürstenberg. Unter dem Dach des Fürstentums Fürstenberg wurde sie Sitz des, einem Oberamtmann unterstehenden Oberamtes Meßkirch, dem noch weitere Erwerbungen zugeordnet wurden.

### In badischer Zeit
Mit der Rheinbundakte von 1806 wurde das Haus Fürstenberg mediatisiert, ihr Fürstentum zum größten Teil der badischen Landeshoheit unterstellt. Dessen Regierung errichtete daher im Sommer 1807 das standesherrliche Amt Meßkirch, das sich, wie bereits zuvor, neben der namensgebenden Stadt, aus den Orten Wildenstein, Leibertingen, Lengenfeld, Kreenheinstetten, Falkenstein, Langenhart, Rohrdorf, Leitishofen, Menningen, Göggingen, Oberbühlingen, Wackershofen, Heudorf, Hölzle, Schnerkingen, Thiergarten, Krumbach, Bietingen, Boll und Gallmannsweil zusammensetzte. Im Rahmen der Verwaltungsstruktur des Landes wurde es der Provinz des Oberrheins, auch Badische Landgrafschaft genannt, zugeordnet.
Im Dezember 1807 wurde das Amt Meßkirch dem landesherrlichen Obervogteiamt Pfullendorf unterstellt. In Umsetzung des Novemberedikts von 1809 wurde diese Konstellation Anfang 1810 aufgehoben, das Amt Messkirch dem neu errichteten Seekreis zugewiesen. Ende 1810 wurde ihm die Justizverwaltung der grundherrschaftlichen Orte Worndorf, Buchheim und Gutenstein übertragen.
Nachdem die Aufhebung der Patrimonialgerichtsbarkeit 1813 eine einheitliche Zuständigkeit der Ämter ermöglicht hatte, entstand aus dem standesherrlichen Amt Messkirch, unter Zuweisung weiterer Ortschaften, das landesherrliche Bezirksamt Meßkirch.

## Weitere Entwicklung
Das Bezirksamt Meßkirch wurde 1936 aufgelöst und dem Bezirksamt Stockach zugeteilt. Aus diesem ging 1939 der Landkreis Stockach hervor. Bei dessen Aufteilung Anfang 1973 kamen Meßkirch und Umgebung zum Landkreis Sigmaringen.